# Beilschmiedia oligandra
Beilschmiedia oligandra är en lagerväxtart som beskrevs av L. S. Smith. Beilschmiedia oligandra ingår i släktet Beilschmiedia och familjen lagerväxter. Inga underarter finns listade i Catalogue of Life.